# Phaeophyscia decolor
Phaeophyscia decolor är en lavart som först beskrevs av Kashiw., och fick sitt nu gällande namn av Essl. Phaeophyscia decolor ingår i släktet Phaeophyscia och familjen Physciaceae.   Inga underarter finns listade i Catalogue of Life.